# Pechbusque
Pechbusque település Franciaországban, Haute-Garonne megyében. Lakosainak száma 982 fő (2022. január 1.). Pechbusque Toulouse, Auzeville-Tolosane, Mervilla, Ramonville-Saint-Agne, Vieille-Toulouse és Vigoulet-Auzil községekkel határos.

## Népesség
A település népességének változása:
| Lakosok száma | 187  | 371  | 522  | 786  | 830  | 844  | 882  | 947  | 996  | 982  |
|               | 1968 | 1982 | 1990 | 2006 | 2013 | 2015 | 2017 | 2019 | 2020 | 2022 |